# Adone del Friuli
Adone, o Ado (... – Cividale, 700 circa), è stato un duca longobardo, reggente del ducato del Friuli dal 698 al 700 circa.
Fratello di Rodoaldo, in seguito alla deposizione e all'esilio del ribelle Ansfrido, gli fu affidata la reggenza del ducato da re Cuniperto, nel 698. Resse il ducato per un anno e sette mesi e morì a Cividale. Non si sa quale fu il motivo che portò il re a non insediare nuovamente Rodoaldo; probabilmente lo fece per controllare maggiormente l'irrequieto ducato di confine.
Gli successe Ferdulfo.

## Fonti
- Paolo Diacono, Historia Langobardorum (Storia dei Longobardi, Lorenzo Valla/Mondadori, Milano 1992).

1. ↑   Paolo Diacono, Libro V, 3, in Antonio Zanella (a cura di), Storia dei Longobardi, Vignate (MI), BUR Rizzoli,  p. 487, ISBN 978-88-17-16824-3.
2. ↑   Paolo Diacono, Nota 10, in Antonio Zanella (a cura di), Storia dei Longobardi, Vignate (MI), BUR Rizzoli,  p. 486, ISBN 978-88-17-16824-3.
3. ↑   Stefano Gasparri, I duchi longobardi,  p. 68.